# Graue Wegschnecke
Die Graue Wegschnecke (Arion circumscriptus) ist eine Nacktschnecke aus der Familie der Wegschnecken (Arionidae), die zur Unterordnung der Landlungenschnecken (Stylommatophora) gestellt wird. Die Art ist schwierig von zwei nahe verwandten Arten zu unterscheiden, da die Färbung der Art sehr variabel ist. Neuere Untersuchungen zweifeln die Eigenständigkeit der Art an.

## Beschreibung
Die Graue Wegschnecke misst ausgestreckt etwa 3 bis 5 cm. Der Rücken ist stahlgrau bis bläulich-grau. Die seitlichen Streifen (Binden) sind relativ breit und meist noch etwas dunkler als der Rücken gefärbt. Sie sind vom Rücken durch einen hellen Streifen abgesetzt. Dieser kann allerdings fast fehlen. Zur Sohle hin folgt ein weiterer heller Streifen. Die Sohle ist weißlich. Auf dem Mantelschild ist dasselbe Muster zu beobachten, die Streifen sind jedoch gegenüber den Streifen am Fuß versetzt. Das Atemloch ist meist ganz oder teilweise vom Seitenstreifen umschlossen.

## Vorkommen, Lebensweise und Verbreitung
Die Art lebt in Laubwäldern oft an Fallholz. Sie ernährt sich hauptsächlich von Pilzen und Pilzmyzelien. Sie ist in Mittel- und Westeuropa verbreitet. Im Norden kommt sie bis ins südliche Skandinavien vor. Die Graue Wegschnecke ist wie viele andere ursprünglich europäische Nacktschneckenarten inzwischen auch nach Nordamerika verschleppt worden.

## Systematik
Die Eigenständigkeit der Art wurde 2006 von Sofie Geenen und Mitautoren in Frage gestellt. Sie fanden in den drei Arten Arion fasciatus (Nilsson, 1823) (Gelbstreifige Wegschnecke), Arion silvaticus Lohmander, 1937 (Wald-Wegschnecke) und Arion circumscriptus Johnston, 1828 (Graue Wegschnecke) weder konsistente Merkmale in der Genitalanatomie noch hinreichende Unterschiede bei DNA-Untersuchungen. Die Unterschiede in der Färbung führen sie auf die Etablierung von Farbvarianten durch längere Phasen von Selbstbefruchtung zurück. Rowson et al. (2014) fanden zwischen Arion silvaticus Lohmander, 1937 und Arion circumscriptus Johnston, 1828 ebenfalls keine Unterschiede, sie halten jedoch an Arion fasciatus (Nilsson, 1823) als separate Art fest.
Sollte sich die Interpretation dieser Ergebnisse weiter bestätigen, müssen Arion silvaticus Lohmander, 1937 und Arion circumscriptus Johnston, 1828 zu einer Art (i. e. Arion circumscriptus Johnston, 1828) zusammengefasst werden, während Arion fasciatus (Nilsson, 1823) als eigenständige beibehalten werden kann. Alle drei (oder wahrscheinlich nur zwei) Arten werden in die von einigen Autoren nicht benutzte Untergattung Arion (Carinarion) Hesse, 1926 gestellt. In der ursprünglichen Auffassung als eigenständige Art hatte Arion circumscriptus folgende Synonyme: Arion ambiguus Pollonera, 1889, Arion bourguignati Mabille, 1868, Arion miser Pollonera, 1887 und Arion subcarinatus Pollonera, 1885.